# Polites z Keramos
Polites z Keramos (gr. Πολίτης) – starożytny grecki biegacz pochodzący z Keramos w Karii, olimpijczyk. Podczas igrzysk 212 olimpiady w roku 69 n.e. odniósł unikatowy potrójny triumf w konkurencjach biegowych, zwyciężając jednocześnie w biegu na stadion, dolichosie i diaulosie.